# 太平洋电车
太平洋电车公司（Pacific Electric），也经常因其车辆的涂装而被称为红色电车公司（红车），是南加州曾经存在的一个集合了有轨电车、轻轨、公共汽车的公共交通运营公司，其所运营的电车网络曾经是二十世纪二十年代最大的。
其电车网络以洛杉矶及圣贝纳迪诺为中心，连接了位于洛杉矶县、橙县、圣贝纳迪诺县、以及河滨县的诸多城市。
该系统在某些繁忙路段和洛杉矶电车公司（黄车）的线路以多重軌距的方式共线，但后者的轨距只有3英尺6英寸（1,067毫米）。這些路段有洛杉磯市區主街（6街和主街總站附近開始），第四大街，市區南部霍桑街至霍桑，加迪納，托倫斯等城市。
该公司的线网长度曾一度超过1,000 英里（1,600公里），1924年最高年客流量达到了1亿9百万人次，后来逐渐衰落，有些人认为通用汽车通过阴谋促使了该公司的衰落。

## 運營區域

红车网络最大时的线路图 （可放大版本）

在太平洋電車的全盛時期，其運營範圍可以分為三個區域：
- 北區：圣盖博谷地區（包括帕薩迪納，阿罕布拉，艾爾蒙地，格倫多拉，波莫納和蒙诺维亚），線路還延伸至內陸帝國的聖貝納迪諾，里弗賽德，和雷德蘭字茲等地區。

- 南區：長灘市，紐波特海灘，亨廷頓海灘，聖佩德羅（經多明格斯），聖安娜，埃尔塞贡多，雷东多海滩（經加迪纳），和聖佩德羅（經托倫斯。

- 西區：好萊塢，伯班克/格倫代爾，圣费尔南多谷，贝弗利山，圣莫尼卡，曼哈顿/雷东多/何尔摩沙海灘，威尼斯海灘，和國王海灘。

太平洋電車最初原有西區劃分，隨著公司業務的不斷拓展後，西區線路併入北區。

## 歷史

### 起源
洛杉磯市最早出現有軌電車線路是在1887年。:2081895年，帕薩迪納和洛杉磯鐵路，以及洛杉磯太平洋鐵路宣布合併，成立帕薩迪納和太平洋鐵路。隨後數年內，公司業務不斷擴展，以“從山區直至海濱”為口號，服務於當地居民和遊客。

### 早期歷史

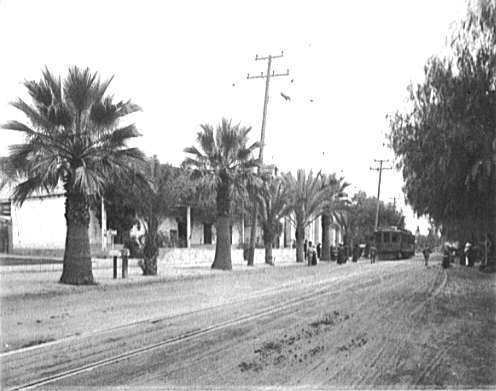
一輛太平洋電車的有軌電車正停靠在加百利傳教站（洛杉磯市近郊）的街邊，約攝於1905年

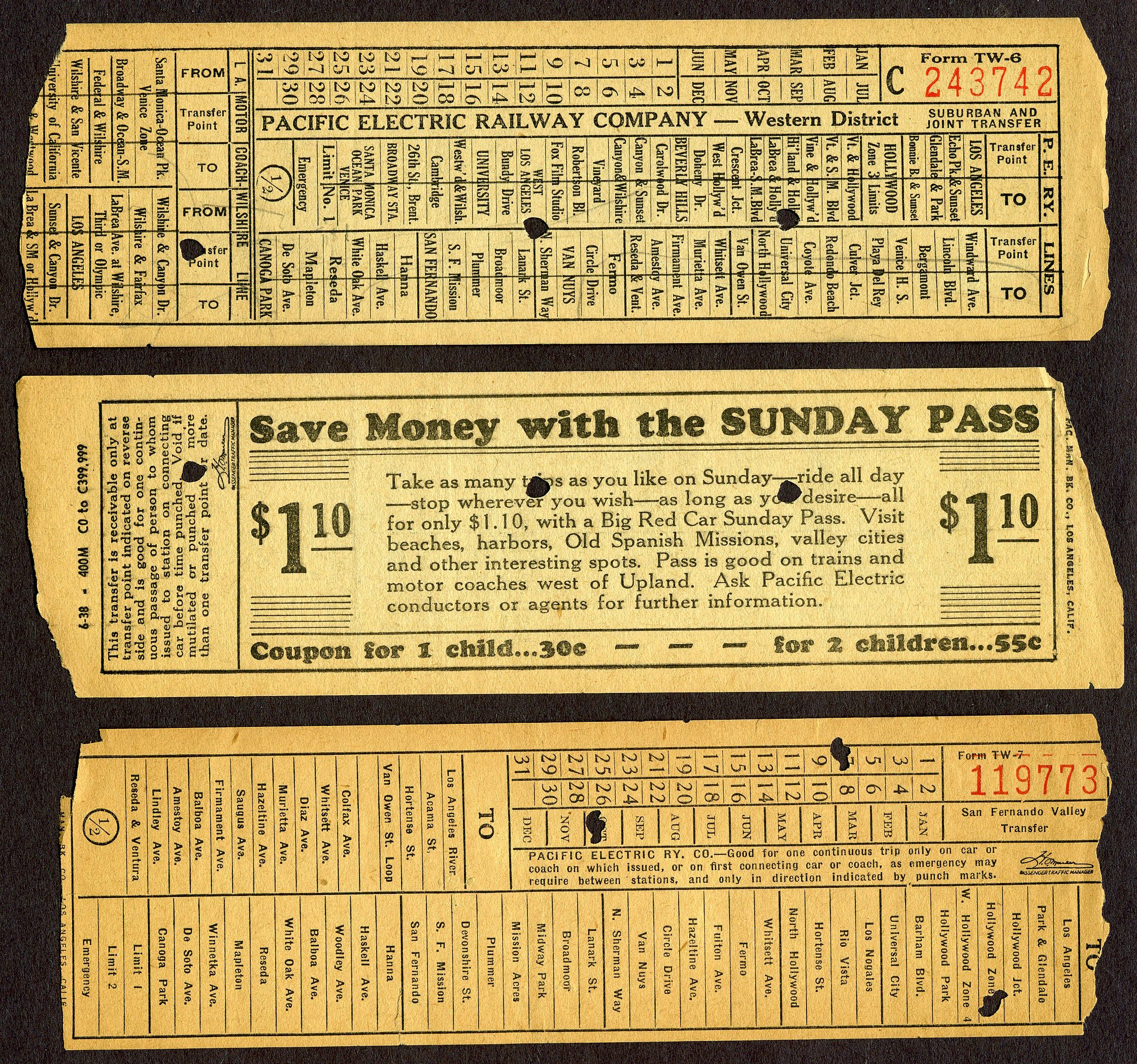
三張太平洋電車車票。上中為洛杉磯市區至聖莫尼卡的車票 （正背面）下為從好萊塢至圣费尔南多谷的車票

1901年，房地產大亨亨利·亨廷頓成立太平洋電車公司，並合併了其他一些小的有軌電車運營商。亨利·亨廷頓試圖獲得由其叔叔科里斯·P·亨廷頓創辦的南太平洋鐵路的控制權，但是失敗了。南太平洋鐵路在數年後反過來以控股的方式控制了太平洋電車公司，該案例被稱為“1911大合併”，南太平洋鐵路亦收購了其他一些電車公司，將其線路併入太平洋電車。但亨利仍保持窄軌電車洛杉磯鐵路的控制權，其線路以使用黃色列車而聞名。1945年，“黃車”系統被亨廷頓房地產出售。
太平洋電車公司成立後，為當時世界上最大的市内有軌電車運營商。其線路超過1,000英里（1,600公里），每日開行2,160次列車。其線路和停站遍佈南加州，特別是洛杉磯南郊和東郊。
在咆哮的二十年代，太平洋電車公司的盈利一直保持在較高的水平，線路也不斷拓展至帕薩迪納地區，聖莫尼卡海灘，國王海灘，曼哈顿/雷东多/何尔摩沙海灘，長灘等洛杉磯縣地區。此外，線路還延伸至橙縣的紐波特海灘和亨廷頓海灘。除了日常班次外，還在下午日落時加開特別班次以服務遊客歸程所需。喜劇演員哈羅德勞埃德曾在1924年電影《害羞女孩》中突出過太平洋電車的受歡迎程度，在電影中，勞埃德扮演的角色發現一輛“紅色電車”擁擠不堪後，征用了另一輛，並駕駛者它在卡尔弗城的街道上飛馳。
太平洋電車公司是當時美國為數不多的使用一些市内電車線路用作貨物運輸的公司（至聖貝納迪諾，約55英里；至雷德兰兹，約50英里），並且亦承擔了部分鐵路郵件的運輸任務。貨運和郵件運輸亦給太平洋電車帶來了可觀的收益。太平洋電車公司首創電氣化全自動鐵路道口搖擺式信號機，並被其餘鐵路公司採納。部分搖擺式信號機一直服役到2006年。
在20世紀前期，太平洋電車主要經營洛杉磯市區和周邊縣市的有軌電車服務，其角色類似後來的MetroLink通勤鐵路的雛形，而其主要競爭對手洛杉磯鐵路（“黃色電車”）的線路則集中在市區，類似都市捷運，因此前者在客流量上不如後者。洛杉磯鐵路的電車線途徑洛杉磯市人口最密集的一些區域，南至霍桑，西沿皮克大道一直至西洛杉磯，線路的終點站位於巨大的西爾斯羅巴克購物中心和會展中心（洛杉磯鐵路最知名的線路P線）。黃色電車使用當時較為少見的窄軌軌距，後塗裝改為MTA標準的雙色調綠色並一直運營到1963年結束。
太平洋電車不斷拓展的新線亦提供了可觀的收益。亨廷頓海灘公司於1909年成立，該公司同樣由亨利·亨廷頓所有，經營亨廷頓海灘地區的電車，房地產和某些礦區。有軌電車極大的促進了位於洛杉磯市郊的亨廷頓海灘的發展。
此外，還有一些郊區的興旺亦有賴於太平洋電車。安赫利諾高地最早為圍繞天普街的馬拉軌道車線發展，隨後升級成有軌電車線並成為“黃色電車”的一部分。

### 衰落

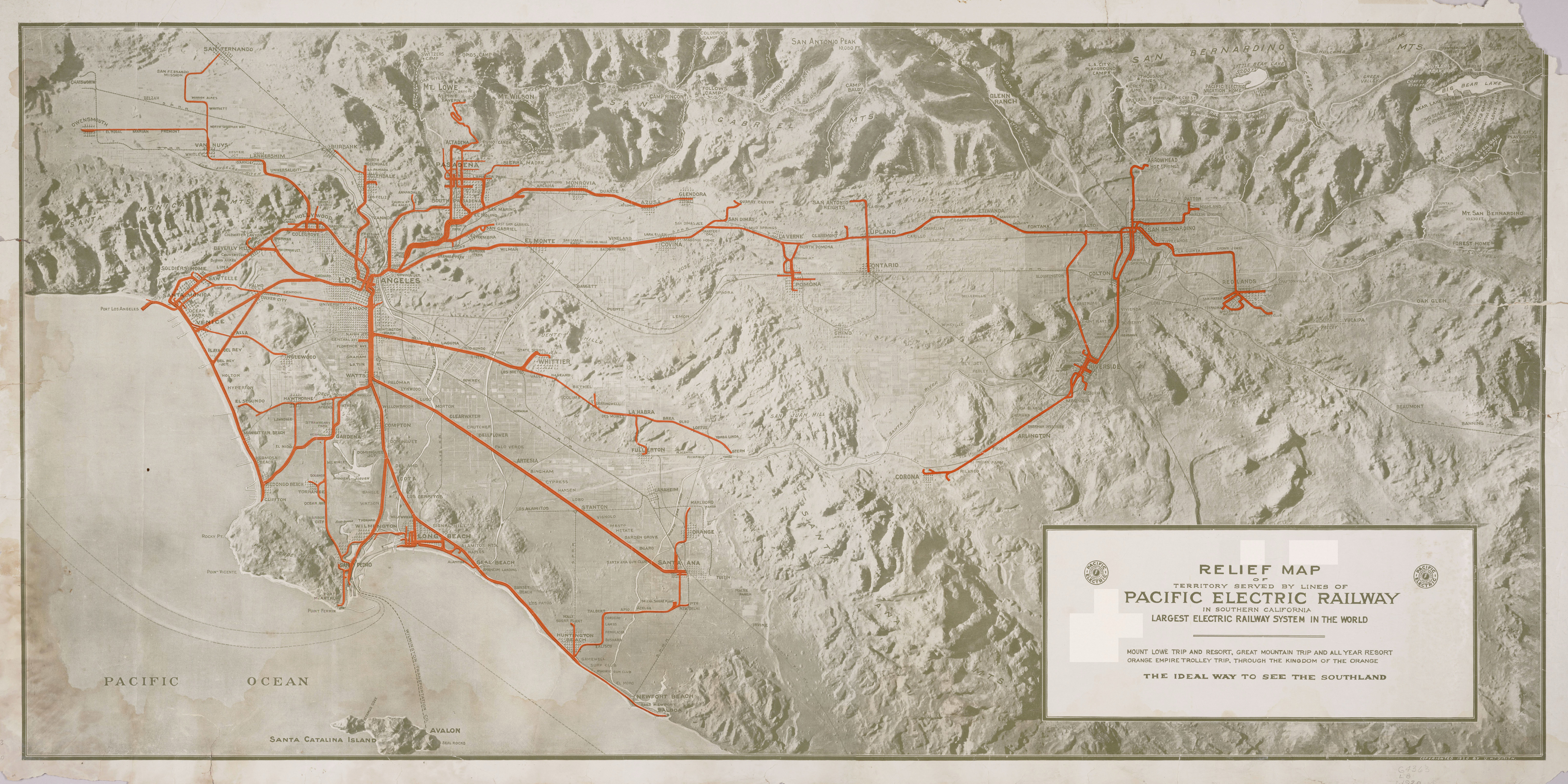
1920年时的太平洋电车轨道线路图

亨廷顿参与城市铁路与他的房地产开发业务密切相关。 亨廷顿和南太平洋铁路公司可以在房地产开发中赚取相当丰厚的利润，以至于他们可以亏损运营红色电车来带动房地产的开发和收益。 然而，到 1920 年，当公司的大部分地产都已开发完毕时，他们的主要收入来源开始枯竭。 许多农村客运线路无利可图，亏损被人口稠密走廊的客运线路和货运业务产生的收入所抵消。 早在 1925 年，乘客最少的红色电车线路就被改造成成本更低的公交车线路。1936 年，太平洋电车收购了汽车运输公司，该公司在南加州经营城际巴士服务。
在前汽车时代，城际电车是连接远郊睡城与中心城市的最经济的方式。虽然太平洋电车在市区与市区之间拥有大量独立的铁路路基，但在洛杉矶河以西的洛杉矶市中心等城市地区，许多轨道都铺设在与汽车共同使用的街道上。 电车与街道的几乎所有交叉口都在地面上，汽车交通的增加导致红色电车在大部分轨道上行驶越来越慢。其中最慢的线路是连接洛杉矶和好莱坞、以及比佛利山庄和圣莫尼卡的圣莫尼卡大道线。在这条繁忙的线路上，电车的平均速度仅有每小时 13 英里（21 公里/小时）。
到 1930 年代后期，交通拥堵成为越来越严重的问题。在南加州汽车俱乐部制定的一个建造高架全封闭高速公路系统的计划中，一个关键点就是拆除有轨电车线路，并用公交车取而代之，因为公交车既可以在普通街道也可以在高速公路上行驶。
1930年代计划修建高速公路系统时，城市规划师计划将城际铁路修建于各条高速公路的中心。但是除了在通过卡胡恩加山口的好莱坞高速上，这个计划从未实施。从好莱坞出发的圣费尔南多谷线铺设于高速公路的中心，与高速公路一同穿过山口后，在兰克希姆大道离开高速公路。该线路终止运营时，高速公路利用原有轨道路基进行了拓宽。
随后，惠蒂尔和富勒顿线于 1938 年被切断，雷东多海滩、纽波特海滩、圣维森特-萨特尔线和河滨线于 1940 年被切断。更糟糕的是，1941年，圣贝纳迪诺高速公路已经开通，但尚未与好莱坞高速公路相连，而四路立交桥正在建设中，因此从圣贝纳迪诺高速公路向西行驶的汽车涌入现在联合车站附近的市中心街道。而太平洋电车公司来往帕萨迪纳、马德雷山脉和蒙罗维亚/格伦多拉的多列电车，在驶离专有路权轨道开往第六街和太平洋电车总站时，在几英里的路段上与这些汽车共用道路，并被堵在路上，经常出现晚点。并且许多之前的电车乘客改为开车出行，圣贝纳迪诺线、波莫纳支线、途经阿罕布拉主街的天普市支线、圣贝纳迪诺山景城至第34街区域线、途经比佛利山庄的圣莫尼卡大道线、以及所有剩余的帕萨迪纳区域服务于1941年全部中断。1942年9月公司获得许可，废弃前往综合医院的接驳线路，公司官员称该线路已亏损运营数月。
格伦代尔线幸存到1950年代初，因为地铁可以方便地进入洛杉矶市中心，并使用了公司唯一的现代设备，一组流线型的 PCC 车。 1940 年，太平洋电车将其格伦代尔、伯班克和帕萨迪纳业务出售给太平洋城市航运公司。圣贝纳迪诺的业务被出售给圣贝纳迪诺谷交通局。
二战期间，由于军事工业集中在该地区吸引了数百万工人，洛杉矶县的人口几乎翻了一番，因此太平洋电车载客量增加。在其中的几年，由于汽油和橡胶实行配给制，且大部分民众依赖公共交通，公司出现了盈利。 在战争即将结束的高峰期，太平洋电车每天使用超过一万列火车，并且也是南加州的主要雇主。 然而，太平洋电车使用中的设备陈旧，并且由于维修工作推迟，设备状况更加恶化。
全国最后的城际铁路邮局 (RPO) 服务由太平洋电车在其圣贝纳迪诺线上运营。该列车服务开始较晚，始于1947 年9月2日。列车从洛杉矶新的联合车站西侧的城际车辆段出发，下午12点45分向北转入阿拉米达街，下午4点40分到达圣贝纳迪诺，总共耗时三个小时，同时根据需要在途中进行邮政停靠。 周日或节假日不营业。该服务于1950年5月6日最后一次运行后取消。
市政府、洛杉矶县和州政府意识到大多数新移民计划在战后留在该地区，认为需要进行大规模的基础设施改善项目。 当时政界人士同意在该地区建立高速公路网。人们认为这是比建立新的公共交通系统或升级既有的太平洋电车更好的解决方案。

### 高速公路興起
高速公路建设的大规模土地征用于1951年正式开始。该地区最初的四条高速公路，好莱坞、阿罗约塞科（原帕萨迪纳）、海港和圣贝纳迪诺，已经投入运营或者正在施工。 圣贝纳迪诺高速公路到洛杉矶市中心附近的阿里索街的部分完工，导致进入市中心的汽车驶出高速公路并进入城市街道时交通混乱。
南区到圣安娜和鲍德温公园的客运服务于1950年结束，北区的帕萨迪纳橡树山线和塞拉马德雷线也是如此。西区的最后一条线路，到威尼斯和圣莫尼卡的线路也终止了运营。 帕萨迪纳和蒙罗维亚/格伦多拉线于1951年终止运营。
各个公共机构——市、县和州——都认为太平洋电车应该进一步停运，而太平洋电车很高兴地遵守了。太平洋电车管理层早些时候比较了翻新北部区帕萨迪纳、蒙罗维亚/格伦多拉和鲍德温公园的城际线路的成本与改用公共汽车的替代方案，并发现后者更加有利。

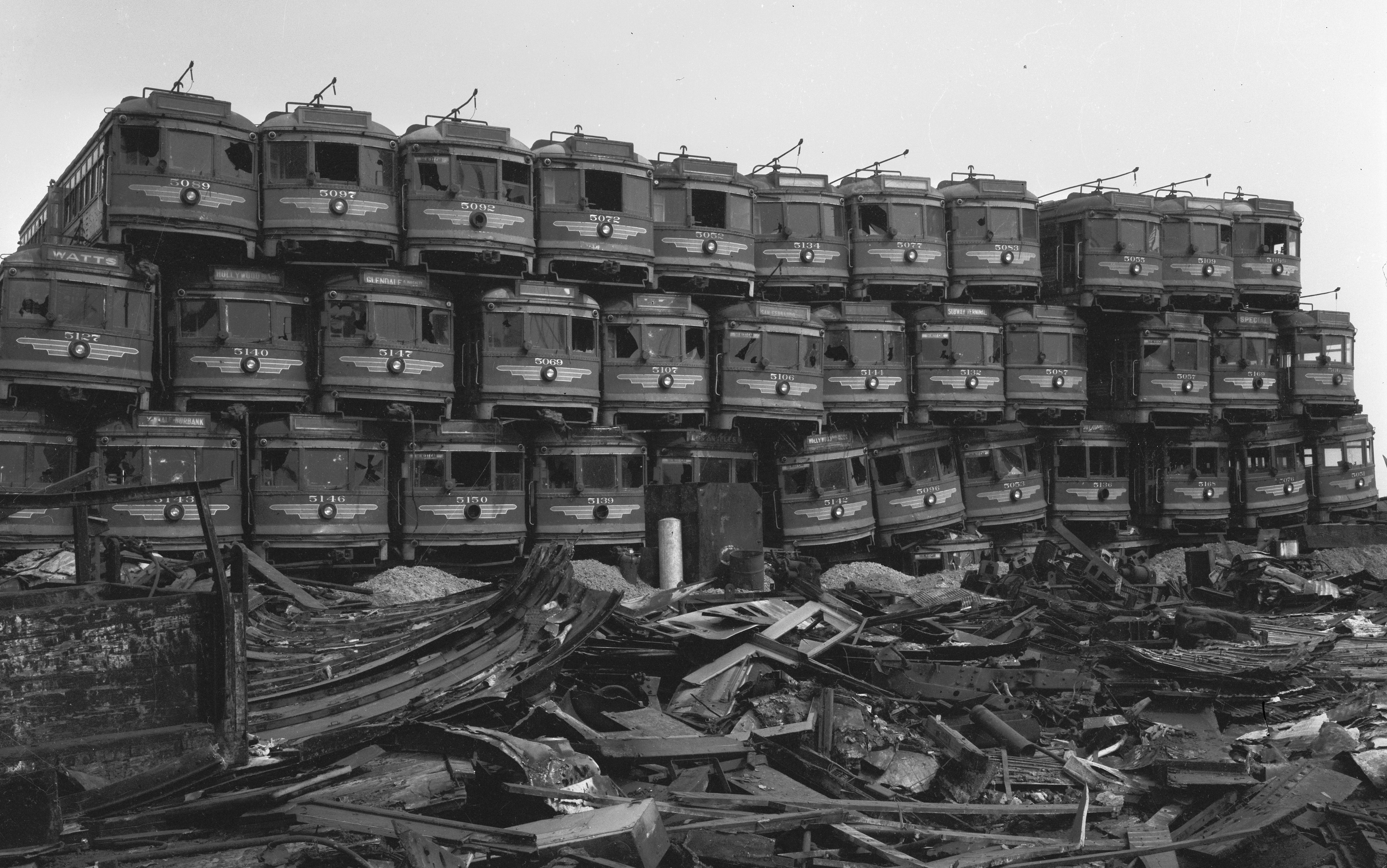
1956年的终端岛上，太平洋电车公司的废弃电车堆积如山，等待拆解

剩余的太平洋电车客运服务于1953年被出售给大都会长途汽车公司，后者获得两年的铁路设施免租使用权。大都会长途汽车公司的Jesse Haugh是太平洋城市线路公司的前任高管。该公司与国家城市线路公司一起收购了美国各地的有轨电车系统，目的是关闭它们并将其转变为公共汽车运营。后人称之为通用汽车电车阴谋。

几条从市中心总站使用贝尔蒙特隧道向北和西运行的线路停止运营——好莱坞大道和比佛利山庄线路于1954年关闭。使用新购买的PCC车辆为圣费尔南多谷、伯班克和格伦代尔提供服务的线路只持续到1955年。1958 年，随着金州/圣安娜公路（5 号州际公路）接近完工，南边的风铃草线关闭。

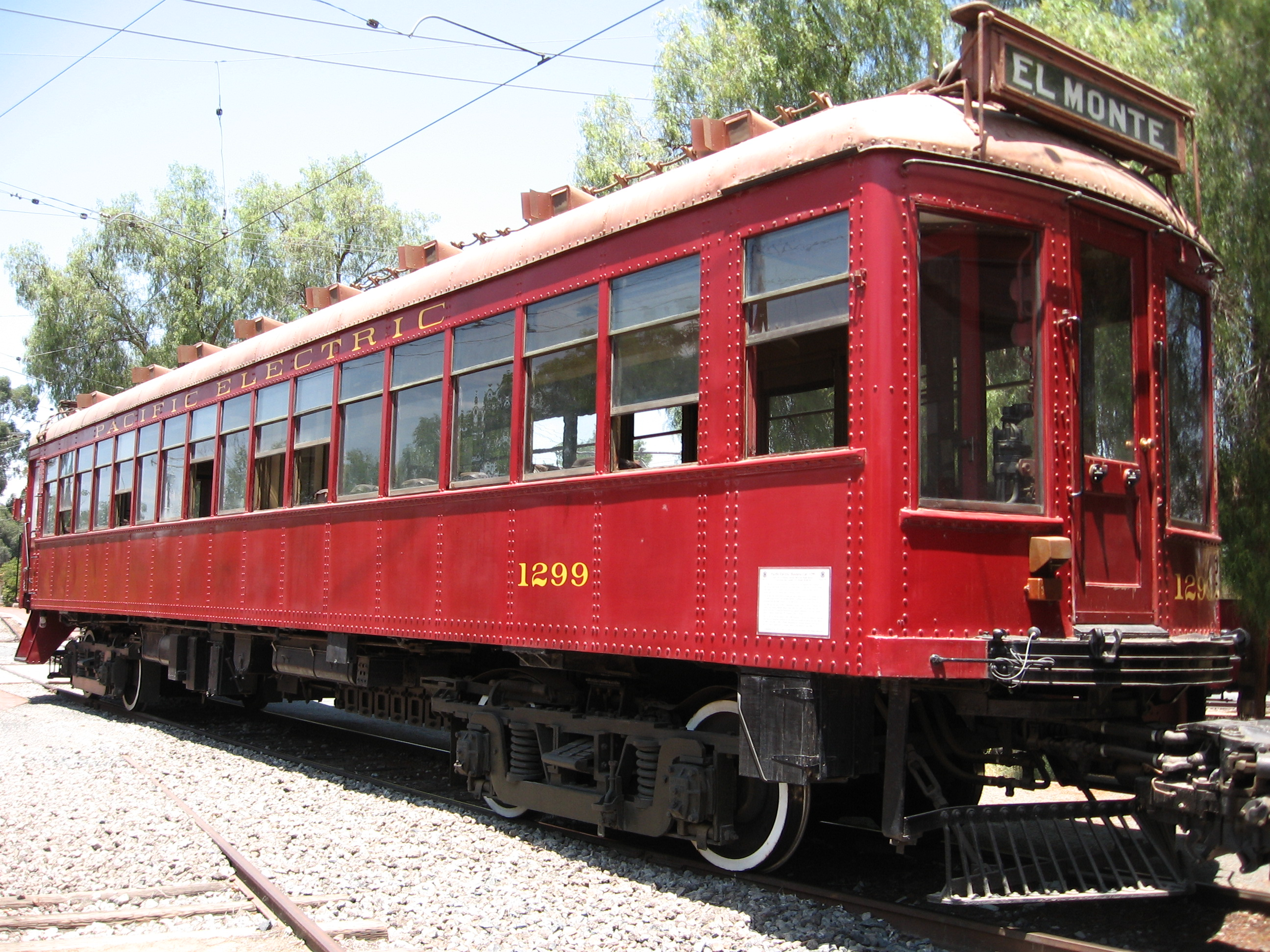
PE 1299 商務車

## 使用車輛

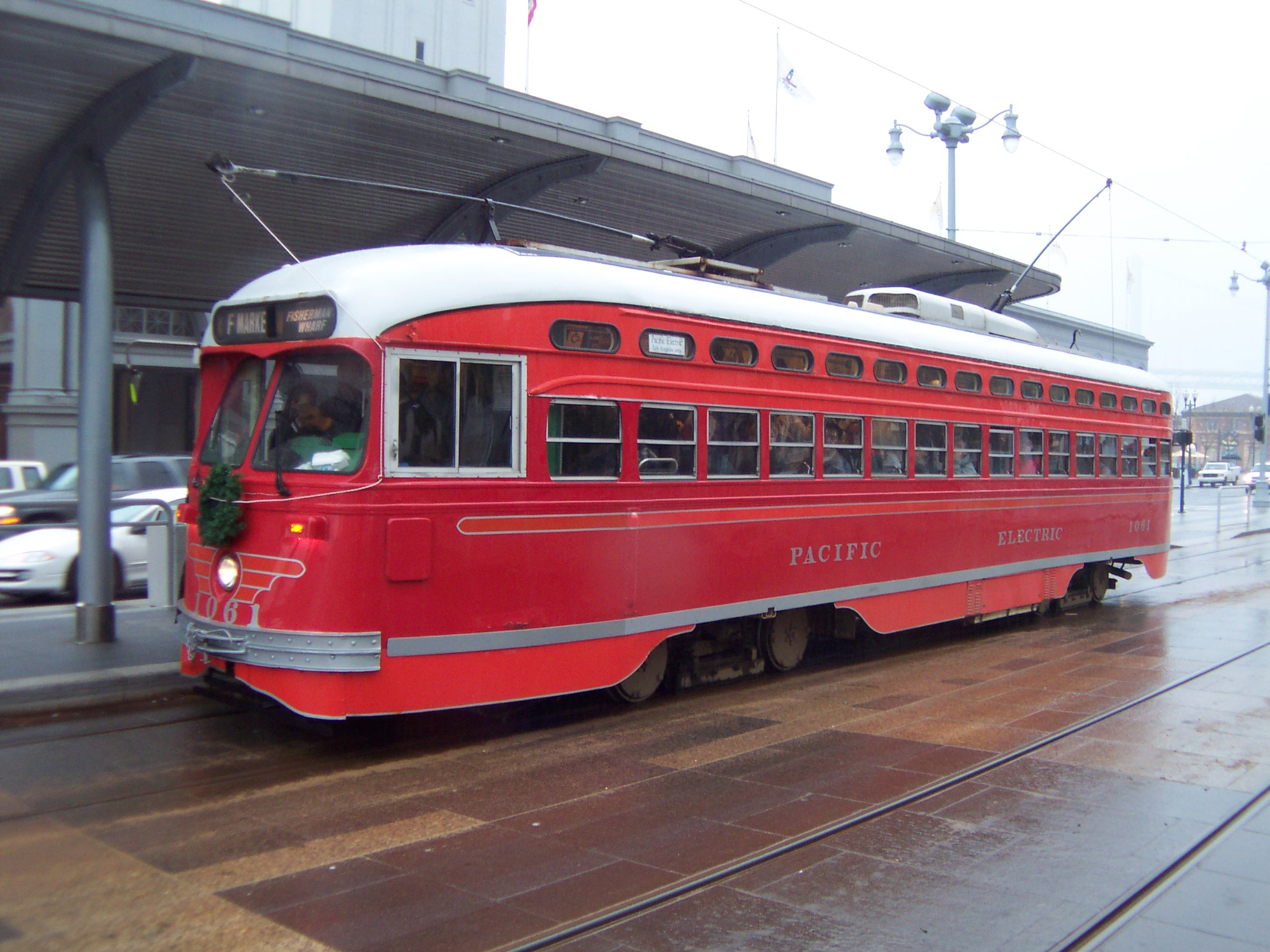
舊金山城市鐵路 #1061，該車為翻新的PCC制式有軌電車，並以太平洋電車的式樣塗裝。該車用於舊金山城市鐵路F市場線，於2004年12月用作觀光行駛。該車為單端駕駛室電車，原為1946年為費城電車系統建造的車輛（太平洋電車使用雙駕駛室PCC電車）

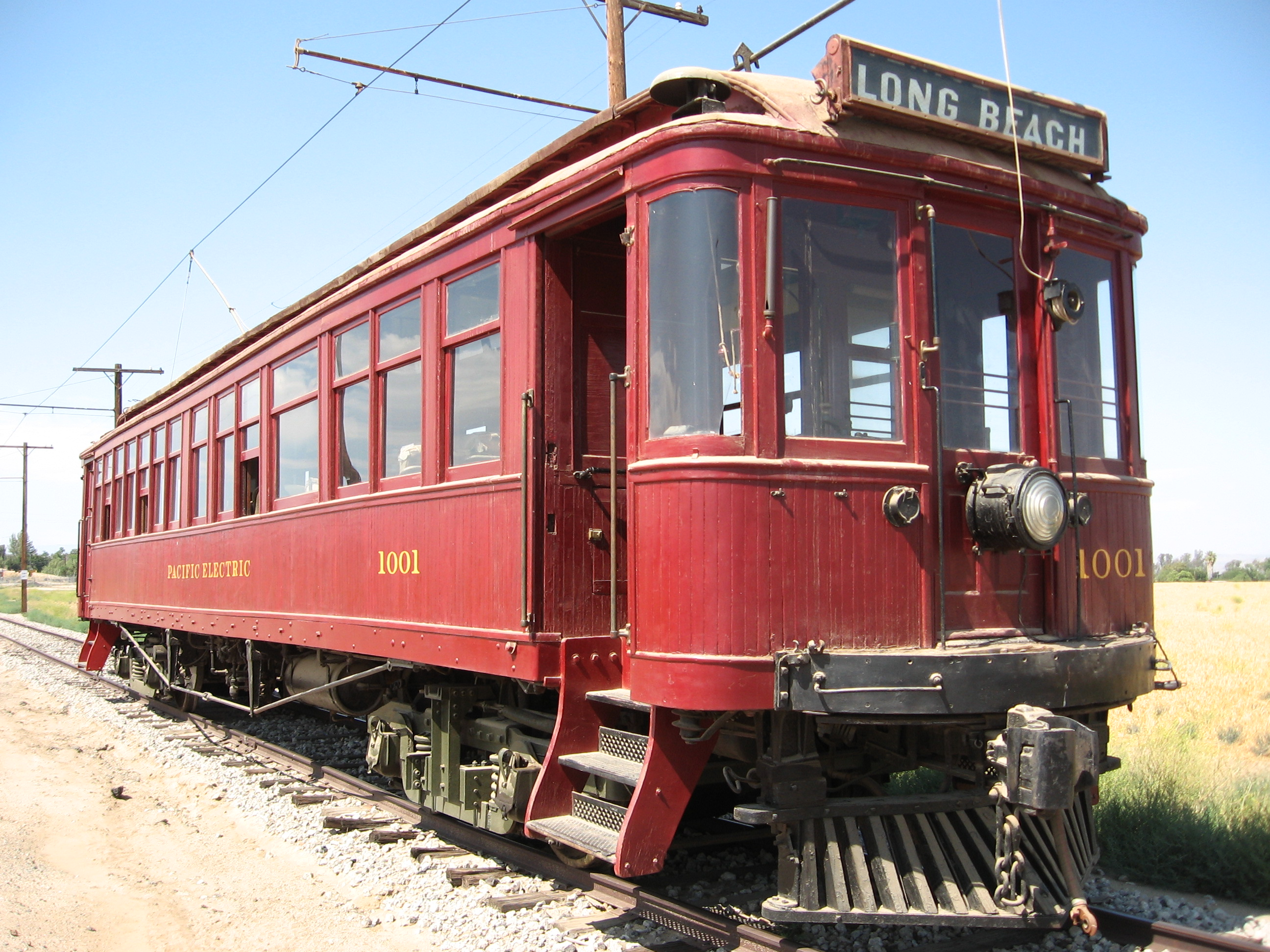
PE 1001

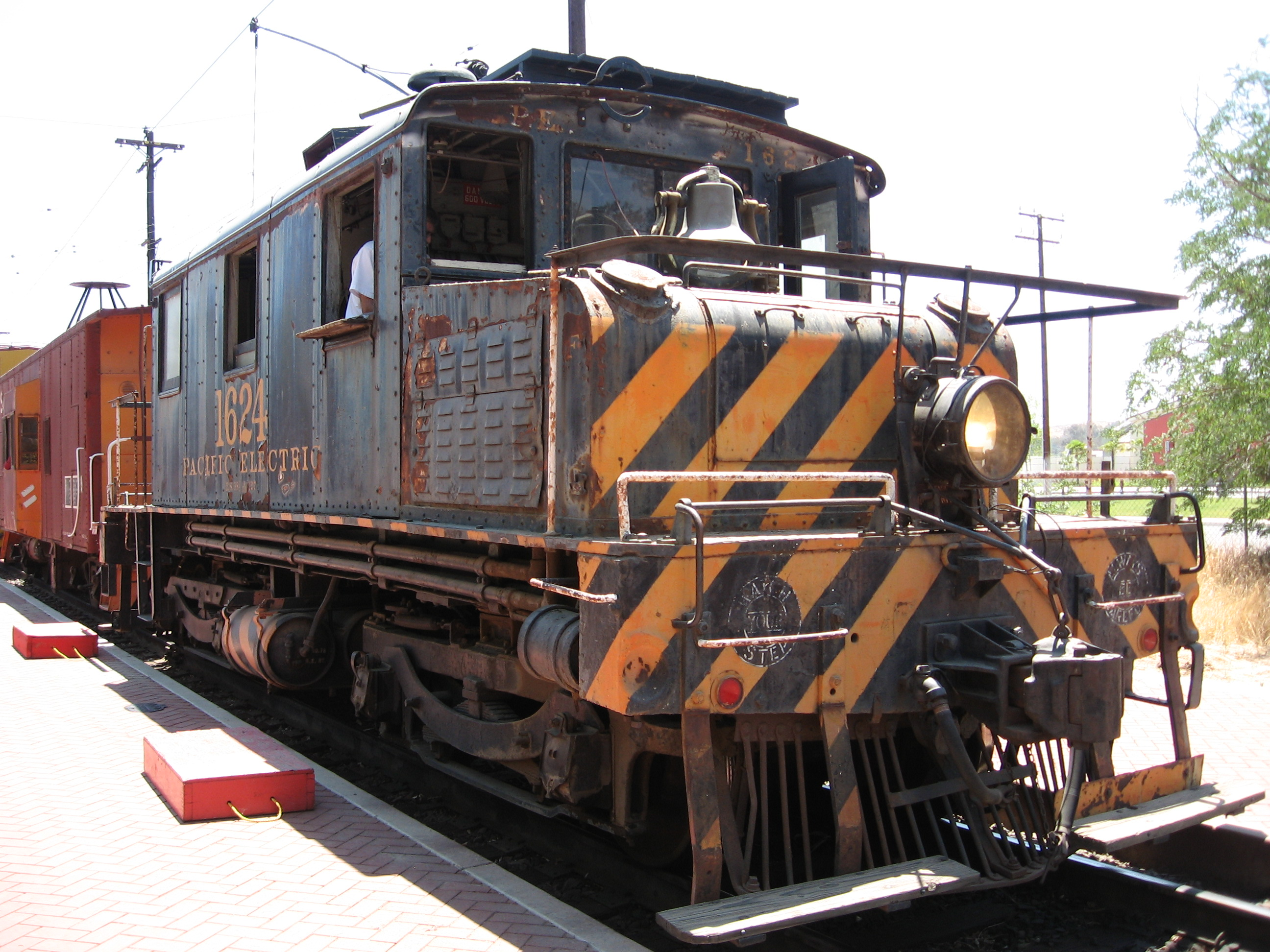
PE 1624 "電池插座"號特種車